# فرد باول
فرد باول (بالإنجليزية: Fred Paul)‏ هو مخرج وممثل سويسرا وبريطاني (وحمل سابقاً جنسية المملكة المتحدة لبريطانيا العظمى وأيرلندا)، ولد في 1880، وتوفي في 1967.

## وصلات خارجية
- فرد باول على موقع IMDb (الإنجليزية)
- فرد باول على موقع أول موفي (الإنجليزية)
- فرد باول على موقع قاعدة بيانات الأفلام السويدية (السويدية)
- فرد باول على موقع قاعدة بيانات الفيلم (الإنجليزية)
- فرد باول على موقع كينوبويسك (الروسية)